# 高橋賢 (バレーボール)
高橋 賢（たかはし けん、1988年12月22日 - ）は、日本の元男子バレーボール選手。

## 来歴
東京都板橋区出身。
東亜学園高等学校、中央大学を経て、2010年、サントリーサンバーズの内定選手になる。2011年正式入団。
2013年、日本代表に選出され、ワールドグランプリに出場した。
2018年、2017/18V・プレミアリーグ終了をもって現役引退。
2022年3月、サントリーの事務局に就任した。2022-23シーズンは運営グループに就任。2023-24シーズンは地域連携/パートナー事業グループに就任した。

## 球歴
- ユニバーシアードバレーボール競技
  - 2011年 第26回 深圳大会
- 日本代表 - 2013年
  - 2013年バレーボール・ワールドグランプリ

## 受賞歴
- 第60回記念黒鷲旗全日本男女選抜バレーボール大会 若鷲賞（最優秀新人賞）

## 所属チーム
- 東亜学園高等学校
- 中央大学
- サントリーサンバーズ（2011-2018年）